# 櫻井圭登
櫻井 圭登（さくらい けいと、1993年2月8日 - ）は、日本の俳優である。愛称は「けいと」。
株式会社bamboo所属。

## 人物・エピソード
- 特技はダンス、歌、サッカー。
- 俳優以外でやってみたい職業はパン屋さん。
- 究極の休日の過ごし方はずっと寝ること。
- 一人で話すことがあまり得意ではないため、どうしたら良いのか迷い、アメスタ単独放送に愛犬のカロちゃんを連れてこようか本気で考えたことがある。
- 俳優の猪野広樹とは約1年間ほぼ連続で共演していた時期がある。一区切りである「CLOCK ZERO〜終焉の一秒〜A live Moment（再演）」が終わった際のブログで「大切な親友と出会えた」と綴った[1]。
- 座右の銘は『継続は力なり』
- 家ではパンツ一枚でいることが多い。本人曰く「裸族」(インスタライブより現在は家でも服を着ているとのこと)
- 北川尚弥、宮崎湧などと仲が良い
- 超カメレオン俳優を目指している
- 自身の生配信にて、超大盛りペヤングを5分で完食
- 2022年1月1日、宮崎湧とマガジンズを結成[2]
- 2025年2月8日 自身のX（旧twitter）にて高自元を公開

## 出演作品

### テレビ番組
- もっとあなたの知らない世界 恐怖編（2011年、BS TBS）- かんの 役
- ロンドンハーツ3時間SP ドッキリ企画『リフティング・マイ・ドリーム』（2013年3月、テレビ朝日）- 安斉 役
- DHC キレイを磨く！エクストリームBeauty（2018年5月23日）
- team柊 単独レビュー公演記念 特別番組『スタミュ in 打ち上げパーティー！！』（2018年6月25日、TOKYO MX・サンテレビ・BS11）
- 櫻井圭登・北川尚弥 おでかけ! in 川越（2019年7月8日・22日、CS ホームドラマチャンネル）
- リアルシチュエーションバラエティ 人狼男子（2019年10月2日 - 12月27日、TOKYO MX）
- aスポーツって何？（2020年8月18日 - 9月22日、サンテレビ）

### 舞台
- タンバリンプロデューサーズ第11回公演 舞台『新耳袋2 ～幽霊夜想曲～』（2011年11月30日 - 12月4日、中目黒キンケロシアター）- 森 役
- A☆ct Stage Vol.1 桃太郎外伝～ライズアップヒーロー～（2012年5月22日 - 27日、武蔵野芸能劇場 小劇場）- 風鬼 役[3]
- 空想組曲vol.9『回廊』（2012年7月19日 - 29日、下北沢OFFOFFシアター）- ロミオ 役
- 『華ヤカ哉、我ガ一族』- 宮ノ杜雅 役
  - 『華ヤカ哉、我ガ一族 オペラカレイド』（2013年4月23日 - 5月1日、星陵会館ホール）[4]
  - 『華ヤカ哉、我ガ一族 オペラカレイド 再会』（2013年8月3日 - 12日、星陵会館ホール）[5]
  - 『華ヤカ哉、我ガ一族 オペラカレイド 狂宴』（2014年12月12日 - 21日、星陵会館ホール）[6]
- 舞台『CLOCK ZERO 〜終焉の一秒〜』- ルーク 役
  - 舞台『CLOCK ZERO 〜終焉の一秒〜』A live Moment（2013年9月27日 - 10月6日、全労済ホール スペース・ゼロ）[7]
  - 舞台『CLOCK ZERO ～終焉の一秒～』A live Moment 再演 （2014年3月12日 - 17日、星陵会館ホール）[8]
  - 舞台『CLOCK ZERO ～終焉の一秒～』rin-g-age -リンゲージ-（2014年11月22日 - 30日、博品館劇場）[9]
  - 舞台『CLOCK ZERO ～終焉の一秒～』Re-verse-mind（2015年7月25日 - 8月2日、シアターサンモール）[10]
- Func A ScamperS 009 #10『彼女が服を着た理由』（2013年11月15日 - 24日、SPACE107）- 箕輪剣也 役
- 『十鬼の絆 〜関ヶ原奇譚〜 恋舞』（2013年12月13日 - 22日、星陵会館ホール）- 南雲秀 役[11]
- LOVEどきゅ〜ん15(ichigo)（2014年1月29日 - 2月2日、笹塚ファクトリー）- ダイチ 役
- ミュージカル『ハートの国のアリス』- トゥイードル＝ダム 役
  - ミュージカル『ハートの国のアリス』（2015年2月4日 - 11日、全労済ホール スペース・ゼロ）
  - ミュージカル『ハートの国のアリス〜The Best Revival〜』（2016年1月16日 - 24日、全労済ホール スペース・ゼロ）
- 方南ぐみ企画公演
  - 方南ぐみ企画公演『あたっくNo.1』（2015年8月19日 - 30日、CBGKシブゲキ!!）- 永井実二等主計兵曹 役
  - 方南ぐみ企画公演『片想い』（2017年8月2日 - 6日、三越劇場）- 一平 役
  - 方南ぐみ企画 朗読劇『青空』（2018年8月19日、三越劇場）[12]
  - 方南ぐみ企画 朗読劇『青空』（2020年2月1日、俳優座劇場）
  - 方南ぐみ企画・読み聞かせ『あたっく No.1』 （2020年8月28日）
- 即興芝居×即プレビュー『POTLUCK8 -men's -』（2015年8月31日、原宿アストロホール）
- 『薔薇色のfrontier』君への愛を歌にして......（2015年10月28日 - 11月2日、東京芸術劇場シアターウエスト）- コーネリアス 役
- TAIYO MAGIC FILM 第9回公演 「ぼくのタネ』（2015年11月18日 - 25日、恵比寿・エコー劇場）- 桜木優司 役[13]
- 浪漫活劇譚『艶漢』- 主演・吉原詩郎 役
  - 浪漫活劇譚『艶漢』（2016年3月30日 - 4月3日、シアターサンモール） [14][15]
  - 歌謡倶楽部『艶漢』（2016年8月19日 - 21日、サンシャイン劇場）[16]
  - 浪漫活劇譚『艷漢』第二夜（2017年12月13日 - 17日、俳優座劇場）[17]
  - 歌謡倶楽部『艶漢』第二幕（2018年4月11日 - 15日、東京キネマ倶楽部）[18]
  - 浪漫活劇譚『艶漢』第三夜（2019年4月20日 - 29日、シアターサンモール）[19]
  - 浪漫活劇譚『艶漢』第四夜（2020年2月16日 - 3月1日、シアターサンモール）[20]
- 『あんさんぶるスターズ! オン・ステージ』- 紫之創 役
  - 『あんさんぶるスターズ! オン・ステージ』（2016年6月18日 - 26日、AiiA 2.5 Theater Tokyo）[21]
  - 『あんさんぶるスターズ!エクストラ・ステージ〜Judge of Knights〜』（2017年9月7日 - 18日、シアター1010 / 9月22日 - 24日、新神戸オリエンタル劇場）[22][23]
  - 『あんさんぶるスターズ! オン・ステージ〜To the shining future〜』（2018年1月19日 - 21日、梅田芸術劇場 シアター・ドラマシティ / 1月25日 - 2月5日、シアター1010）[24][25]
  - 『あんステフェスティバル』（2018年9月22日 - 24日、横浜文化体育館 / 9月26日・27日、神戸ワールド記念ホール）[26][27]
- WBB vol.10.5『リバースヒストリカ2016』（2016年7月27日 - 31日、品川プリンスホテル クラブeX）- 柴田勝家 役
- ライブ・スペクタクル『NARUTO-ナルト-』ワールドツアー（2016年10月29日 - 12月18日、上海市、杭州市、北京市、長沙市、広州市、深圳市）- うちはサスケ 役
- ミュージカル『スタミュ』- 辰己琉唯 役
  - ミュージカル『スタミュ』（2017年4月1日 - 9日、Zeppブルーシアター六本木 / 4月15日 - 16日、森ノ宮ピロティホール）[28]
  - ミュージカル『スタミュ』スピンオフ team柊 単独レビュー公演『Caribbean Groove』（2018年4月27日 - 28日、舞浜アンフィシアター）[29]
  - ミュージカル『スタミュ』-2ndシーズン-（2018年7月4日 - 11日 、日本青年館 / 7月20日 - 22日、森ノ宮ピロティホール）[30][31]
  - ミュージカル『スタミュ』スピンオフ『SHUFFLE REVUE』（2019年1月23日 - 27日、EXシアター六本木 / 1月30日、京都劇場 / 2月2日 - 3日、森ノ宮ピロティホール）[32][33]
  - ミュージカル『スタミュ』スピンオフ team柊 単独レビュー公演『Caribbean Groove』（2019年5月30日 - 6月2日、舞浜アンフィシアター）[34]
  - ミュージカル『スタミュ』-3rdシーズン-（2019年8月12日 - 25日、日本青年館ホール / 8月29日 - 9月1日、森ノ宮ピロティホール）[35]
- 舞台『BRAVE10』（2017年6月28日 - 7月2日、全労済ホール スペース・ゼロ）- 由利鎌之介 役[36]
- ミュージカル『魔界王子 devils and realist』 the Second spirit（2017年11月4日 - 12日、新宿FACE）- シトリー 役[37]
- 舞台『クレスト☆シザーズ』（2018年5月10日 - 13日、サンシャイン劇場 / 5月17日 - 19日、サンケイホールブリーゼ）- 吉田ケイ 役[38]
- 舞台『RE:VOLVER』（2018年10月18日 - 22日、シアター1010 / 10月27日 - 28日、サンケイホールブリーゼ）- 壬浦 役[39][40]
- LIVE THEATER『Royal Scandal～秘恋の歌姫[ディーヴァ]～』（2018年11月22日 - 12月2日、品川プリンスホテル クラブeX）- アルベール 役[41][42]
- 極上文學13『こゝろ』（2018年12月13日 - 18日、紀伊國屋サザンシアター）- 私 役 [43]
- 舞台『刀剣乱舞』- 肥前忠広 役
  - 舞台『刀剣乱舞』維伝 朧の志士たち （2019年11月22日 - 12月1日、TOKYO DOME CITY HALL / 12月6日 - 15日、AiiA 2.5 Theater Kobe / 12月20日 - 2020年1月12日、TBS赤坂ACTシアター / 1月17日 - 18日、福岡サンパレス ホテル&ホール）[44]
  - 舞台『刀剣乱舞』七周年感謝祭 -夢語刀宴會-（2023年8月4日 - 6日、幕張メッセ 幕張イベントホール）[45]
- 東映ムビ×ステ 『死神遣いの事件帖』（2020年7月23日 - 8月2日、サンシャイン劇場 / 8月5日 - 9日、梅田芸術劇場 シアター・ドラマシティ / 8月13日、福岡サンパレス / 8月15日、上野学園ホール）- 喜三郎 役
- 舞台『魔法使いの嫁 老いた竜と猫の国』（2020年10月17日 - 25日、紀伊國屋ホール / 11月7日 - 8日、サンケイホールブリーゼ）- カルタフィルス 役[46]
- 演劇の毛利さん –The Entertainment Theater vol.0[47]
  - 音楽劇『星の飛行士』（2021年1月6日 - 17日、サンシャイン劇場 / 1月27日 - 31日、梅田芸術劇場 シアター・ドラマシティ）- ファビアン 役
  - リーディングシアター『星の王子さま』（2021年1月16日、サンシャイン劇場）
  - リーディングシアター『夜間飛行』（2021年1月14日、サンシャイン劇場）
- 舞台『双牙～ソウガ』新炎（2021年3月5日 - 14日、シアター1010）- シュゼン 役[48]
- 『錆色のアーマ』外伝 -碧空の梟-（2021年4月15日 - 24日、品川プリンスホテル クラブeX）- 橘未布留 役[49]
- 舞台『剣が君-残桜の舞-』再演（2021年6月2日 - 6日、こくみん共済coopホール / スペース・ゼロ）- 九十九丸 役
- 演劇調異譚『xxxHOLiC』- 座敷童 役
  - 演劇調異譚『xxxHOLiC』（2021年9月17日 - 26日、天王洲 銀河劇場 / 10月1日 - 3日、京都劇場）[50][51]
  - 演劇調異譚『xxxHOLiC』-續-（2023年4月7日 - 16日、天王洲 銀河劇場）[52]
  - 演劇調異譚『xxxHOLiC』-續・再-（2025年1月24日 - 2月9日、シアターH / 2月14日 - 16日、SkyシアターMBS）[53]
- 『ワールドトリガー the Stage』- 三輪秀次 役
  - 『ワールドトリガー the Stage』（2021年11月19日 - 28日、品川プリンスホテル ステラボール / 12月2日 - 5日、サンケイホールブリーゼ）[54]
  - 『ワールドトリガ― the Stage』大規模侵攻編（2022年8月5日 - 14日、品川プリンスホテル ステラボール / 8月19日 - 21日、京都劇場）[55]
- シンる・ひま オリジナ・る ミュージカ・る『明治座で逆風に帆を張・る!!』（2021年12月28日 - 31日、明治座）- 大江広元 役[56]
- 本能バースト演劇『sweet pool』（2022年3月12日 - 21日、天王洲 銀河劇場）- 主演・崎山蓉司 役[57][58][59]
- 舞台『無人島に生きる十六人』（2022年4月15日 - 24日、こくみん共済 coop ホール / スペース・ゼロ）- 主演・国後孝夫 役[60][61][62]
- 舞台『キノの旅 -the Beautiful World-』 - 主演・キノ 役
  - 舞台『キノの旅 -the Beautiful World-』（2022年5月18日 - 22日、シアターサンモール）[63][64]
  - 舞台『キノの旅II -the Beautiful World-』（2023年6月15日 - 25日、あうるすぽっと）[65][66]
- ドラマチックライブステージ『アイドルマスター SideM』（2022年6月16日 - 26日、天王洲 銀河劇場） - 秋山隼人 役[67]
- うち劇オンステージ『禁断の取調べ～マトリョーシカの微笑』（2022年7月3日、Theater Mixa）[68]
- アナタを幸せにする世界の伝説シリーズ・アナ伝 vol.3『ジェヴォーダンの怪物～狼男伝説～』（2022年10月20日 - 23日、こくみん共済 coop ホール / スペース・ゼロ）- シン（シンリンオオカミ・アメリカ）役[69]
- 舞台『セーブ・ザ・ダディ』～VIVID CONTACT事件簿～（2022年11月16日-20日、エコー劇場） - 醐醍 秋大 役[70]
- ミュージカル『ウインドボーイズ！』（2022年12月22日 - 27日、シアター1010） - 伊礼康人 役[71]
- トレンディは突然に（2023年7月13日、シアターサンモール） - 日替わりゲスト[72]
- 舞台「銀河鉄道の父」（2023年9月9日 - 16日、自由劇場） - 宮沢清六 役
- Grave Keepers（2023年11月、Mixalive TOKYO Theater Mixa）[73]
- 舞台『地獄楽-終の章-』（2024年2月15日 - 18日、シアター1010 / 2月23日 - 25日、COOL JAPAN PARK OSAKA TTホール） - シジャ 役[74]
- ポート・オーソリティ-港湾局-（2024年3月28日 - 31日、シアタートラム）[75]
- 舞台『文豪とアルケミスト』 - 石川啄木 役[76]
  - 旗手達ノ協奏（2024年6月6日 - 16日、シアターH / 6月21日 - 23日、京都劇場）[77][78][79]
  - 紡グ者ノ序曲（2025年5月1日 - 11日、IMM THEATER / 5月17日・18日、京都劇場）[80]
- リア王2024（2024年8月29日 - 9月2日、三越劇場）[81]
- コブクロ JUKE BOX reading musical ”FAMILY”（2024年7月12日、紀伊國屋サザンシアター）[82]
- 朗読劇『夢から醒めない夢を見よ。』（2024年9月11日、シアター・アルファ東京）[83]
- 朗読劇「文豪LETTERS」（2024年10月24日、北とぴあ　 ドームホール）[84]
- 少年社中 第43回公演『すいせいむし』（2024年11月15日 - 24日、紀伊國屋ホール / 11月28日 - 12月1日、近鉄アート館） - 主演・カク 役[85][86]
- 舞台「名前を呼んでもう一度 」(2025年3月16日、APOCシアター) - 看守 役 ※ゲスト
- Reading Drama『BLINK』（2025年4月6日、新国立劇場 小劇場）[87][88]
- 劇団壱劇屋東京支部 『WIREINSATS』（2025年7月10日 - 7月13日、こくみん共済 coop ホール/スペース・ゼロ）[89]
- NOVA.companyプロデュース『ISHIN-医新-』（2025年8月27日 - 31日〈予定〉、六行会ホール） - 主演・木枯命 役（小松準弥とのダブル主演）[90]
- 舞台『忘却バッテリー』（2025年10月10日 - 19日〈予定〉、天王洲 銀河劇場 / 10月25日・26日〈予定〉、COOL JAPAN PARK OSAKA WWホール） - 千早瞬平 役[91]

### Web
- bamboo shoot TV（2012年12月1日 - 、YouTube）
- シークレットバックステージ17（2016年8月4日、ニコニコ生放送）※ゲスト出演
- ニコニコチャンネル『ムックムックこんにちは sta.7』（2017年6月21日、ニコニコ生放送）※ゲスト出演
- 小南光司のおもてなしcafe 第7夜（2018年4月30日、ニコニコ生放送）※ゲスト出演
- 櫻井圭登のニコイチ（2018年9月10日 - 11月26日、オンステージ）
- ニコニコ動画『キャストサイズチャンネル』『じゅっきま！』#23、#31、#36、#54、#91（2018年7月13日、2019年3月4日・8月20日、2021年3月1日、2024年5月8日、ニコニコ生放送）※ゲスト出演
- ニコニコ生放送『キャストサイズニュース』第107回（2019年4月17日、ニコニコ生放送）
- 小波津亜廉の『あれんちゅたいむ』#5（2019年9月19日、ニコニコ生放送）※ゲスト出演
- 『噂のニコメン情報局』秋のナイトタクシードライブ（2019年11月19日、ニコニコ生放送）
- 『けいとのひみつきち in ニコ生』（2020年9月4日 - 、ニコニコ生放送）
- 朗読配信企画『-読奏劇×ListenGo-』~ ごん狐／手袋を買いに（2021年5月27日）
- 『Dream Stage -読奏劇-』#9『手袋を買いに』（2021年10月23日）
- 『にゃんと陣の生放送やっちゃいます！』＃18、#38（2022年12月28日、2024年4月30日、ニコニコ生放送）※ゲスト出演
- 『天空のさくららんど』 （2023年02月26日 - 、YouTube）
- bambooYouTubeチャンネル 松本祐一YouTube企画『わんこそばに挑戦してみた！』（2024年2月11日、YouTube）※ゲスト出演
- 三好大貴のラジオ『3TUNES』#10、#11、#25、#26（2024年6月7日、6月14日、9月20日、9月27日）※ゲスト出演
- 『こまちょえチャンネル』【35th】小松昌平のバースデーイベント会場はこちらです【6時間超生配信 トーク＆カラオケ】（2024年4月27日、YouTube）※ゲスト出演

### イベント
- 『華ヤカ哉、我ガ一族　オペラカレイド“再会”』券売会（2013年7月28日、コトブキヤ 秋葉原館）
- オトメライブ展『CLOCK ZERO〜終焉の一秒〜A live Moment』（2013年9月1日、pixiv Zingaro）
- オトメイトカフェ×『CLOCK ZERO 〜終焉の一秒〜 A live Moment』コラボ企画（2013年9月17日、ハニトーカフェ 秋葉原店） - キャスト1日店員
- 『CZ A l M - Night - 』（2013年9月21日、J-SQUARE SHINAGAWA）
- 今年もやります !! パセラボ＋PLUS＋プレゼンツ　年忘れ大感謝祭＋?!（2013年12月31日、パセラリゾーツ銀座）
- 『CLOCK ZERO〜終焉の一秒〜A live Moment 再演』プレイベント（2014年2月16日、ハニトーカフェ 秋葉原店）
- オトメイトカフェ×『CLOCK ZERO〜終焉の一秒〜A live Moment 再演』コラボ企画　握手会（2014年2月26日 - 27日、オトメイトカフェ 秋葉原店）
- bamboo shootTV公開収録＆イベント（2014年5月18日、Creator's District1002）
- 『CLOCK ZERO 〜終焉の一秒〜 A live Moment 再演』DVD発売記念プレミア上映会（2014年9月13日、シネマート六本木）
- 華ヤカ哉、我ガ一族展特別企画 舞台キャストトークショー（2014年11月9日、青山Gofa）
- bamboo shootTVイベント#2（2014年12月6日、J-SQUARE SHINAGAWA）
- bamboo大忘年会2015（2015年12月28日、新宿ロフトプラスワン）
- ファンクラブ会員限定『1泊2日バスツアー』（2016年2月27日 - 28日）
- 猪野広樹＆櫻井圭登ファンイベント『イノサク お初にお目にかかります。』（2016年8月14日、浜離宮朝日ホール小ホール）
- 2017年カレンダーサイン会（2016年11月23日）
- bamboo大忘年会2016（2016年12月27日、ロフトプラスワン）
- bambooファンツアー2017（2017年3月4日 - 5日）
- 舞台『艶漢』トークイベント（2017年7月4日、シアターGロッソ）
- bamboo大忘年会2017（2017年12月30日、新宿ロフトプラスワン）
- 櫻井圭登 Birthday Event 2018（2018年2月10日、時事通信ホール）
- キャストサイズ　スペシャルトークライブ（2018年2月25日、渋谷 エッグマン）
- 樋口裕太23rd Birthday event（2018年3月10日、スペースFS汐留）
- 小西成弥 2019年カレンダー発売イベント（2018年9月9日、関交協ハーモニックホール）※ゲスト出演
- 佐伯亮 23rd Birthday Event ～秋天一碧～（2018年10月6日、仙川フィックスホール）※ゲスト出演
- bambooファンツアー2018（2018年10月7日 - 8日）
- bamboo大忘年会2018（2018年12月27日・30日）
- 櫻井圭登 Birthday Event 2019（2019年2月9日、TIAT SKY HALL）
- 北川尚弥バレンタインイベント2019!!（2019年2月11日、草橋ヒューリックホール）※ゲスト出演
- 浪漫活劇譚『艶漢』第三夜 公演記念イベント～春の祭～（2019年4月4日、阿佐ヶ谷ロフトA）
- 『櫻井圭登・北川尚弥 おでかけ！ in 川越』番組イベント（2019年5月5日、ベルサール神保町アネックス）
- bambooファンツアー2019（2019年9月15日 - 16日）
- 2020年カレンダーサイン会（2019年11月22日、浅草橋ヒューリックホール / 11月25日、大崎ブライトコアホール）
- bamboo大忘年会2019（2019年12月30日、新宿ロフトプラスワン）
- 櫻井圭登 バースデー記念特番（2020年3月8日、ニコニコ生放送）
- ニコ生配信イベント『圭登と尚弥の隠れ家』（2020年6月13日、ニコニコ生放送）
- 三好大貴 28th Birthday Online Event~はじめての生誕祭2020~（2020年7月27日、SPWN）※ゲスト出演
- ニコ生イベント『圭登と尚弥の部屋』（2020年12月19日、ニコニコ生放送）
- 櫻井圭登 Birthday Online Event 2021（2021年2月11日、ツイキャス）
- Gaku Takamoto 28th Anniversary（2022年1月10日、日本橋公会堂）※ゲスト出演
- 北川尚弥SPトークイベント in大阪（2022年1月22日、朝日生命ホール）※ゲスト出演
- 浪漫活劇譚『艶漢』第四夜 公演記念イベント（2020年1月26日、阿佐ヶ谷ロフトA）
- 櫻井圭登 Birthday Event 2022『リアルけいとのひみつきち』（2022年2月6日、大崎ブライトコアホール）
- ACTORS☆LEAGUE in Games 2022（2022年5月2日、幕張イベントホール）[92][93]
- 『ワールドトリガー the Stage』Blu-ray / DVD発売記念イベント（2022年7月9日）[94]
- 櫻井圭登・宮崎湧のマガジンズ～アルティメットRPG～（2022年9月3日、時事通信ホール）
- 小松昌平の盤・番・絆（BAN・BAN・BAN）! 第19回、第20回 (2023年1月21日、草月ホール)※ゲスト出演
- 櫻井圭登 30th☆Anniversary Event (2023年2月11日、TFTホール300)
- 櫻井圭登・宮崎湧のマガジンズ～不思議の国のマガジンズ～（2023年7月8日、浅草花劇場）
- 櫻井圭登 1st リリースライブ（2023年11月25日、青山RizM）
- にごダイブ！2.5次元俳優×TRPGプロジェクト（2023年11月26日、時事通信ホール）[95]
- 「圭登と尚弥のホームパーティー」（2023年12月16日、TIAT SKY HALL)
- TSUBASA KIZU 26th BIRTHDAY EVENT（2024年1月14日、星稜会館）※ゲスト出演
- OTOKOMAE フェス（2024年1月16日、国立代々木競技場第一体育館）Grave Keepers オリバー役[96]
- KOJI KOMINAMI 29TH BIRTHDAY EVENT（2024年1月20日、R'sアートコート）※ゲスト出演
- 加藤良輔 20×40 AnniBirthday ーEVENTー（2024年3月20日、神田明神ホール）※ゲスト出演
- リアルけいとのひみつきち（2024年4月20日、LOFT9 Shibuya）
- 「北川尚弥BDイベント」in大阪（2024年4月27日、	朝日生命ホール）※ゲスト出演
- ニコメンドッジボールカップ2024（2024年7月6日、アリーナ立川立飛）
- 植田鳥越「口は〇〇のもと」若俳軍団新選組京都からの刺客（夜公演）（2024年7月28日、福生市民会館大ホール）※ゲスト出演
- 三好大貴のラジオ『#3TUNES』公開録音イベント（2024年9月8日、文化放送メディアプラスホール）※ゲスト出演
- 櫻井圭登・宮崎湧のマガジンズ～一億ドルのリバーサイド～（2024年9月21日、神田明神ホール）
- 映画『 神様のサイコロ 』公開記念舞台挨拶（2024年9月28日、池袋 HUMAX シネマズ）
- 植田鳥越「口は〇〇のもと」スピンオフ企画『宮崎湧のVIVA！くちまるチャレンジ』（2024年9月29日、I'M A SHOW）※ゲスト出演
- 櫻井圭登 2nd リリースライブ（2024年10月5日、原宿RUIDO）
- WORKS05（2024年10月29日〜11月3日、HIROSHIGE　GALLERY A）※モデル[97]
- 櫻井圭登2025年カレンダー発売記念サイン会（2024年11月4日、KIWA TENNOZ）
- 小松昌平プロデュースステージ『俺を知ってくれ！』第3弾『さらに！俺を知ってくれ！〜幕末編〜』（2024年12月8日、ところざわサクラタウン ジャパンパビリオン ホールA）[98]
- 『神様のサイコロ 』SPECIAL EVENT（2024年12月21日 - 12月22日、池袋HUMAXシネマズ）
- 櫻井圭登 32nd Birthday Event（2025年2月23日、KIWA TENNOZ）
- HADO ニコメン ARバトル（2025年3月6日、HADO ARENA お台場）[99]
- ASIA esports EXPO(2025年3月29日、愛知県 Aichi Sky Expo)[100]
- ACTORS☆LEAGUE in Games 2025（2025年6月10日、東京ガーデンシアター）[101]
- 櫻井圭登 3rd リリースライブ（2025年7月26日、青山RizM）

### 映画
- メサイア　漆黒の章（2013年8月31日公開）- 玲生 役
- 死んだ目をした少年（2015年2月21日公開）- 田中聡 役
- 暗殺教室（2015年3月21日公開）- 3年A組生徒 役
- 映画刀剣乱舞 -黎明-（2023年3月31日公開）- 肥前忠広 役
- 死神遣いの事件帖 終（2025年6月13日公開） - 喜三郎 役[102]

### テレビドラマ
- Dr.倫太郎 第1話（2015年4月15日、日本テレビ）
- リスクの神様 第2話（2015年7月15日、フジテレビ）
- キャリア～掟破りの警察署長～ 第9話（2016年12月4日、フジテレビ）
- ファイブ (ふるかわしおりの漫画) 第4話（2017年7月25日、フジテレビ） - 真人千和 役
- 神様のサイコロ（2024年10月9日 - 、BS日テレ） -  青山敦 役[103]

### 書籍
- ミュージカル「スタミュ」 公式ビジュアルストーリーブック（2018年10月13日発売、PARCO出版）ISBN 978-4-86506-278-6[104]
- 櫻井圭登 1st写真集『圭登』（2019年9月21日発売、 1月と7月）ISBN 978-4907259143[105]
- 舞台俳優は語る（2020年2月28日発売、一迅社）ISBN 978-4758034883[106]
- 写真集「おうちですごそう with 2.5次元男子」(2020年8月28日、発売KADOKAWA)[107]
- 映画刀剣乱舞-黎明- 公式フォトブック(2023年3月31日発売、NITRO PLUS)[108]
- CDジャーナル 2023年 夏号(2023年6月20日発売、CDジャーナル)[109]

### ラジオ
- 『刀剣乱舞2.5ラジオ』（ニッポン放送）※ゲスト出演
  - 第三十三回（2019年11月17日）[110]
  - 第百三十一回（2022年1月16日）[111]

## ディスコグラフィ

### キャラクターソング
| 発売日         | 商品名                                                                     | 歌                                | 楽曲 | 備考                                   |
| -------------- | -------------------------------------------------------------------------- | --------------------------------- | --- | -------------------------------------- |
| 2018年7月4日   | Caribbean Groove                                                           | team柊                            | 「WILD CROWN」 「ファンタスティック★REVUE」 「Welcome,Thank you」 「Theme of Bloody Rojer」 「Battle of Resistance」 「Peaceful Times」 「Caribbean Groove ～Revue Rearrangement～」 「End of Caribbean Groove」 | 舞台『ミュージカル『スタミュ』』劇中歌 |
| 2018年7月4日   | Caribbean Groove                                                           | 辰己琉唯（櫻井圭登）              | 「Oceanality」 | 舞台『ミュージカル『スタミュ』』劇中歌 |
| 2018年7月18日  | ミュージカル『スタミュ』-2ndシーズン- オリジナルソングアルバム             | ALL CAST                          | 「ユメ・イロ 〜Musical Ver.〜」 | 舞台『ミュージカル『スタミュ』』劇中歌 |
| 2018年7月18日  | ミュージカル『スタミュ』-2ndシーズン- オリジナルソングアルバム             | team柊                            | 「スターライツ・シンフォニー」 「High→End Stage」 | 舞台『ミュージカル『スタミュ』』劇中歌 |
| 2018年7月18日  | ミュージカル『スタミュ』-2ndシーズン- オリジナルソングアルバム             | team鳳、team柊                    | 「C☆ngratulations! 〜Musical Ver.〜」 | 舞台『ミュージカル『スタミュ』』劇中歌 |
| 2022年10月19日 | ドラマチックライブステージ『アイドルマスター SideM』 ST@GE SONG COLLECTION | High×Joker（DRAMATIC LIVE STAGE） | 「LET'S GO ALL THE WAY!」 | 舞台『アイドルマスター SideM』劇中歌   |
| 2022年10月19日 | ドラマチックライブステージ『アイドルマスター SideM』 ST@GE SONG COLLECTION | 315 STARS（DRAMATIC LIVE STAGE）  | 「Our Colorful Stage!!!」 「DRIVE A LIVE（ドラマチックライブステージver.）」 | 舞台『アイドルマスター SideM』劇中歌   |

### シングル
| 枚数 | 発売日         | 楽曲名     | 配信先一覧 | 備考 |
| ---- | -------------- | ---------- | ---------- | ---- |
| 1st  | 2023年11月8日  | よすが     | TuneCore   |      |
| 2nd  | 2023年11月15日 | クレヨン   | TuneCore   |      |
| 3rd  | 2023年11月22日 | MASSIVE    | TuneCore   |      |
| 4th  | 2024年09月27日 | ユキノシタ | TuneCore   |      |
| 5th  | 2024年09月27日 | 空         | TuneCore   |      |
| 6th  | 2024年09月27日 | UNDO       | TuneCore   |      |

### マガジンズ
| 発売日        | 楽曲名                    | 配信先一覧 | 備考                                                   |
| ------------- | ------------------------- | ---------- | ------------------------------------------------------ |
| 2024年9月18日 | アルティメットダンジョン  | Linkfire   | 櫻井圭登・宮崎湧のマガジンズ～アルティメットRPG～      |
| 2024年9月18日 | アルティメットWonderworld | Linkfire   | 櫻井圭登・宮崎湧のマガジンズ～一億ドルのリバーサイド～ |

### ユニットメンバー
1. 1 2 3  辰己琉唯（櫻井圭登）、申渡栄吾（北川尚弥）、戌峰誠士郎（丹澤誠二）、虎石和泉（高野洸）、卯川晶役（星元裕月）
2. ↑  星谷悠太（杉江大志）、那雪透（山中翔太）、月皇海斗（ランズベリー・アーサー）、天花寺翔（鈴木勝吾）、空閑愁（新里宏太）、辰己琉唯（櫻井圭登）、申渡栄吾（北川尚弥）、戌峰誠士郎（丹澤誠二）、虎石和泉（高野洸）、卯川晶役（星元裕月）、鳳樹（丘山晴己）
3. ↑  星谷悠太（杉江大志）、那雪透（山中翔太）、月皇海斗（ランズベリー・アーサー）、天花寺翔（鈴木勝吾）、空閑愁（新里宏太）
4. ↑  伊瀬谷四季（土屋翔）、秋山隼人（櫻井圭登）、若里春名（高橋祐理）、冬美旬（大見拓土）、榊夏来（設楽銀河）
5. ↑  天道輝（加藤良輔）、桜庭薫（澁木稜）、柏木翼（宮田龍平）、伊瀬谷四季（土屋翔）、秋山隼人（櫻井圭登）、若里春名（高橋祐理）、冬美旬（大見拓土）、榊夏来（設楽銀河）、天峰秀（北川尚弥）、花園百々人（中島優斗）、眉見鋭心（平賀勇成）